# Saison 2014 de l'équipe cycliste Jo Piels

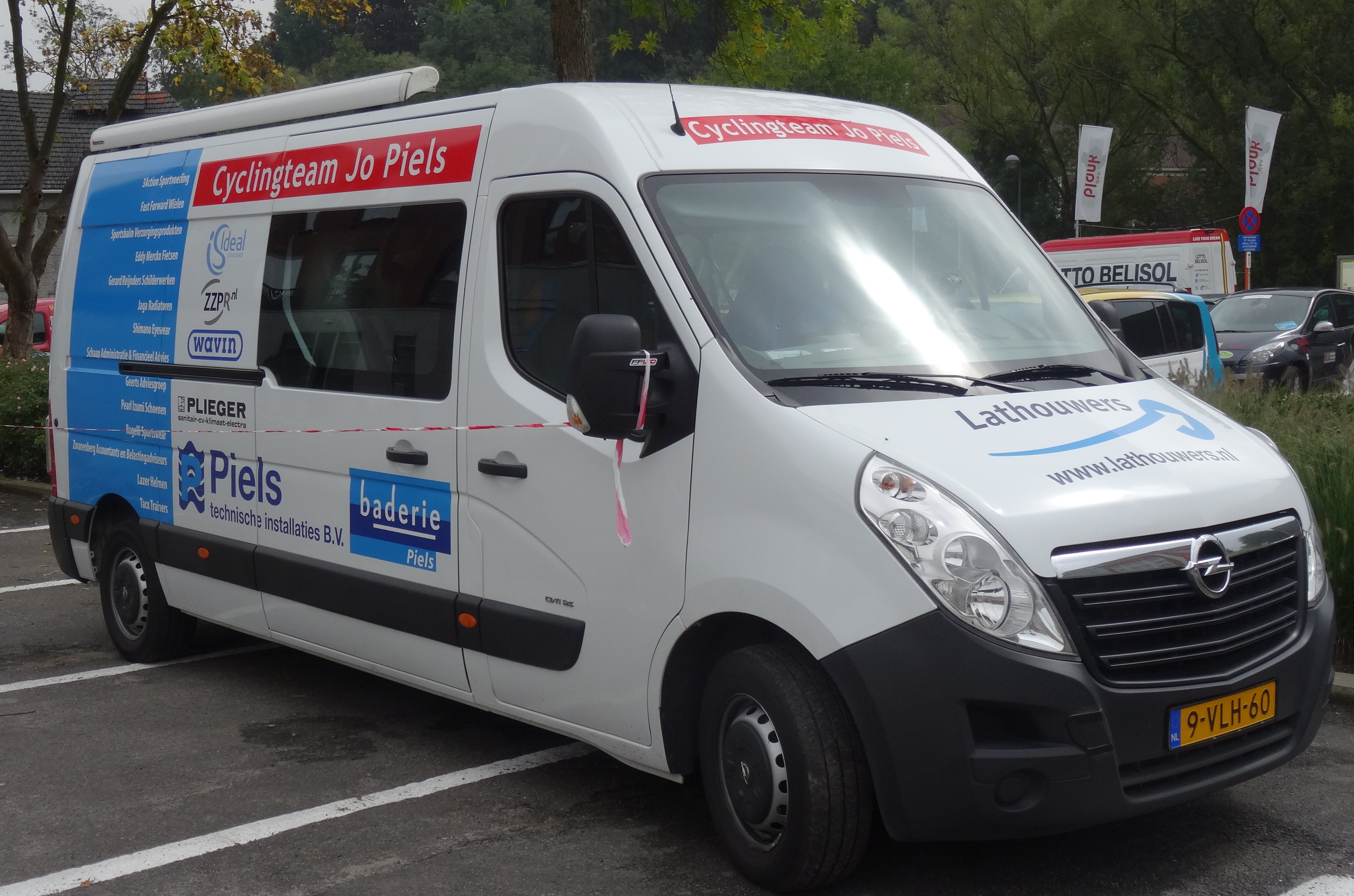
La camionnette à l'arrivée lors de la Druivenkoers Overijse 2014.

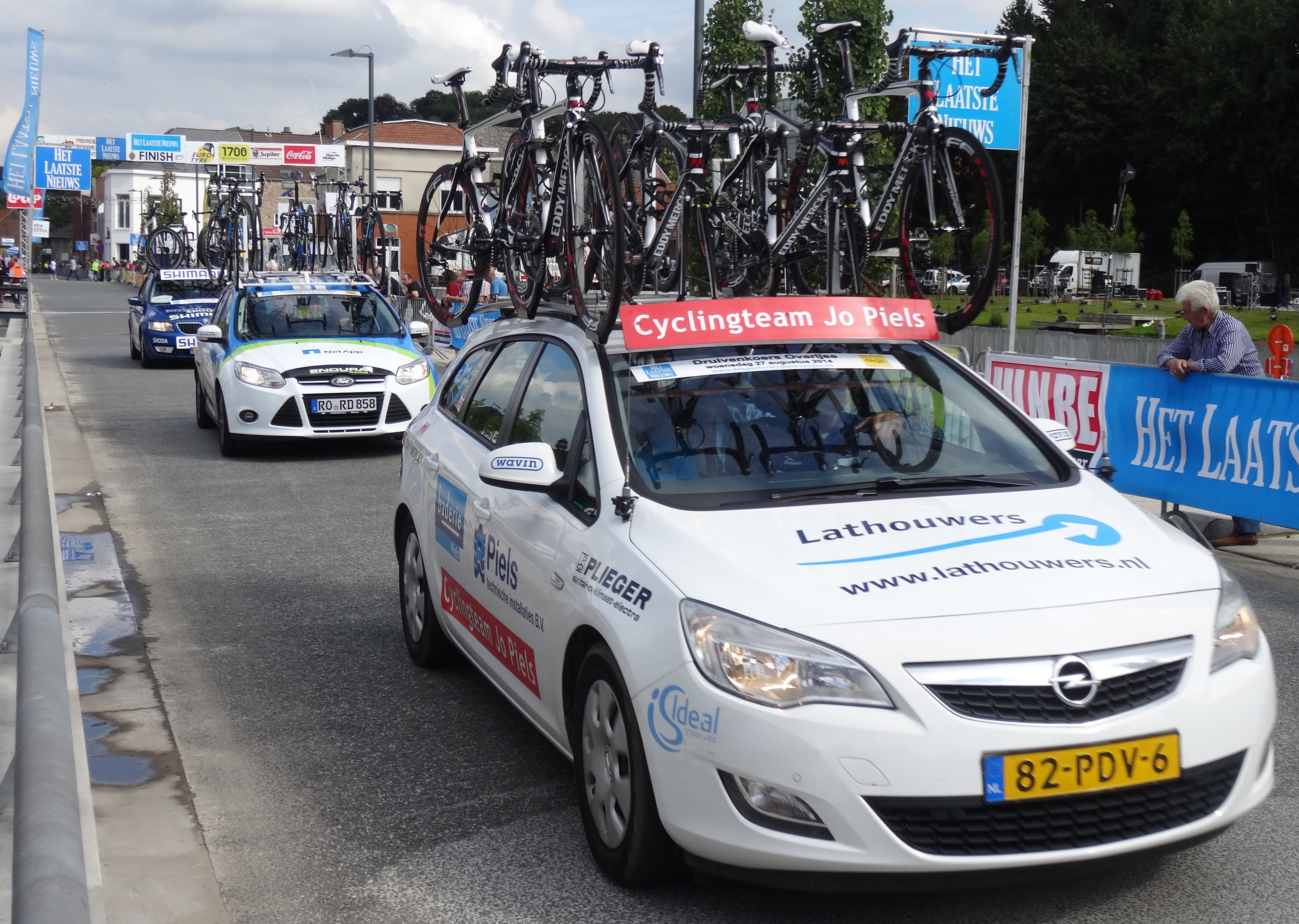
Une des voitures lors de la Druivenkoers Overijse 2014.

La saison 2014 de l'équipe cycliste Jo Piels est la douzième de cette équipe.

## Préparation de la saison 2014

### Arrivées et départs
| Arrivées            | Équipe 2013            |
| ------------------- | ---------------------- |
| Tim Ariesen         | Croford                |
| Twan Brusselman     | Willebrord Wil Vooruit |
| Maurits Lammertink  | Vacansoleil-DCM        |
| Elmar Reinders      | Metec-TKH Continental  |
| Twan van den Brand  |                        |
| Patrick van Leeuwen | Orange Babies          |
| Joey van Rhee       | Metec-TKH Continental  |
| Stan Wijkel         | WSV Emmen              |

| Départs          | Équipe 2015            |
| ---------------- | ---------------------- |
| Robbert de Greef | Koga                   |
| Bram de Kort     | Metec-TKH Continental  |
| Daan Meijers     | Belkin-De Jonge Renner |
| Frank Niewold    | SwABo                  |
| Sven van Luijk   | Asd Monviso-Venezia    |

## Coureurs et encadrement technique

### Effectif

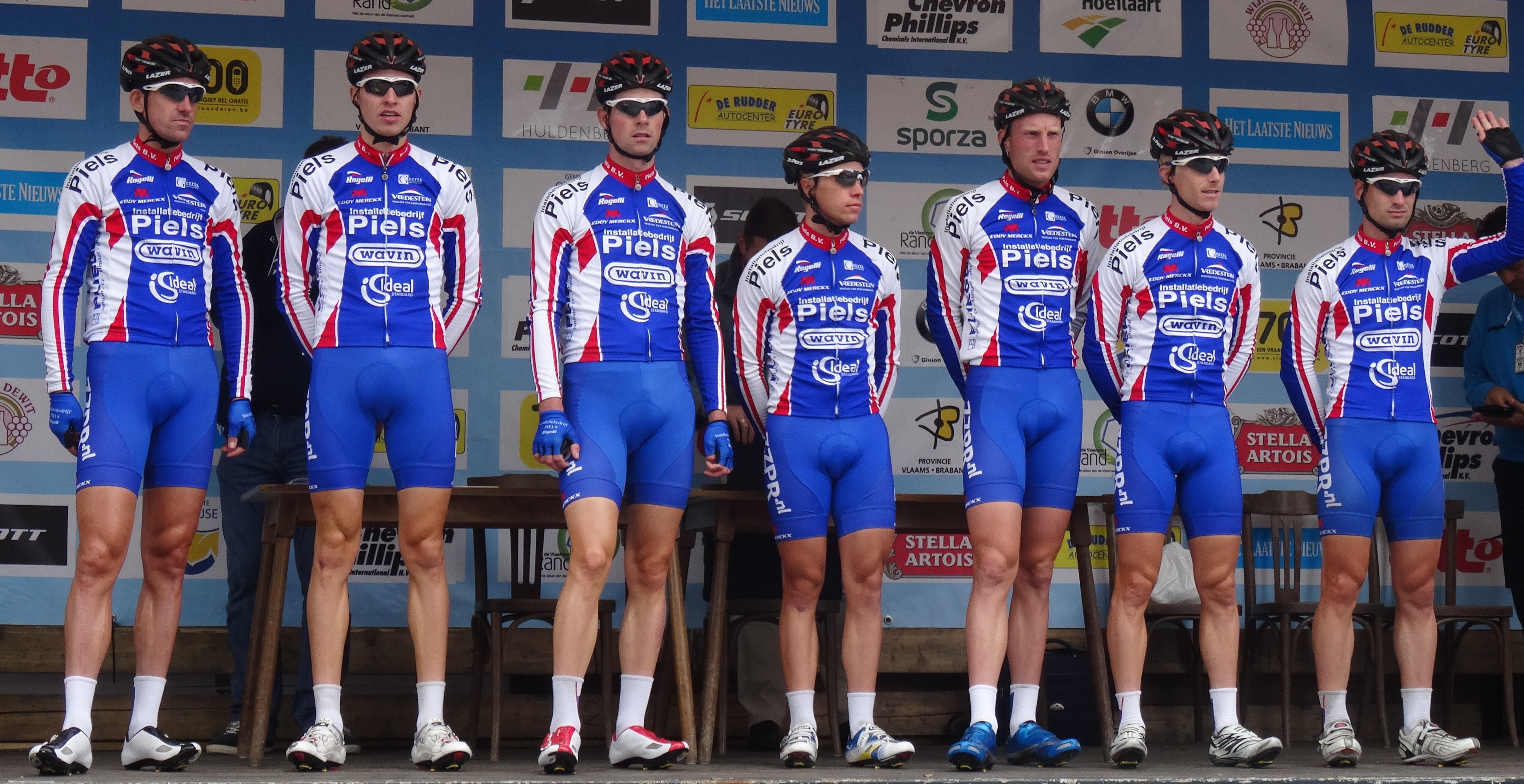
L'équipe lors de la Druivenkoers Overijse 2014 à Huldenberg.

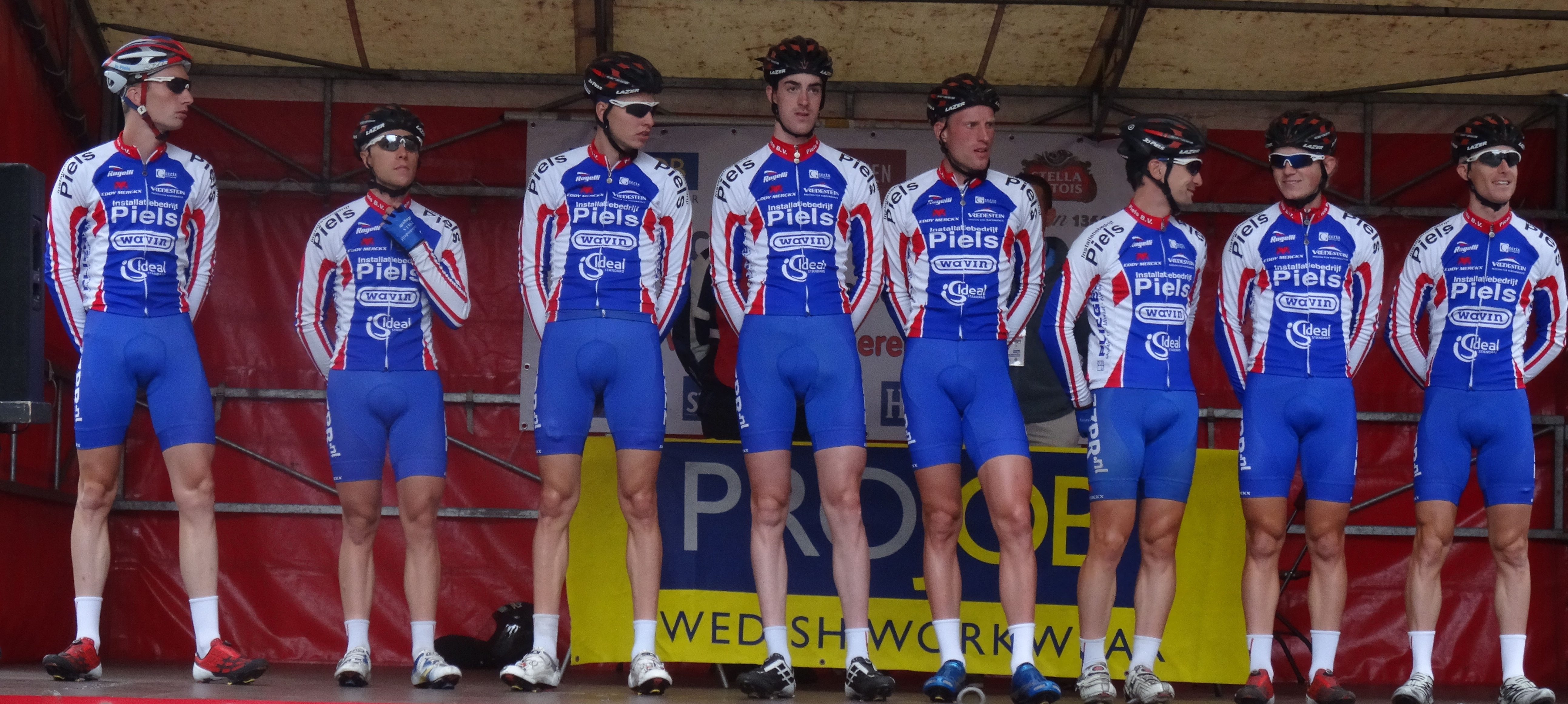
L'équipe lors du Grand Prix Jef Scherens 2014.

Dix huit coureurs néerlandais constituent l'effectif 2014 de l'équipe.

Portraits
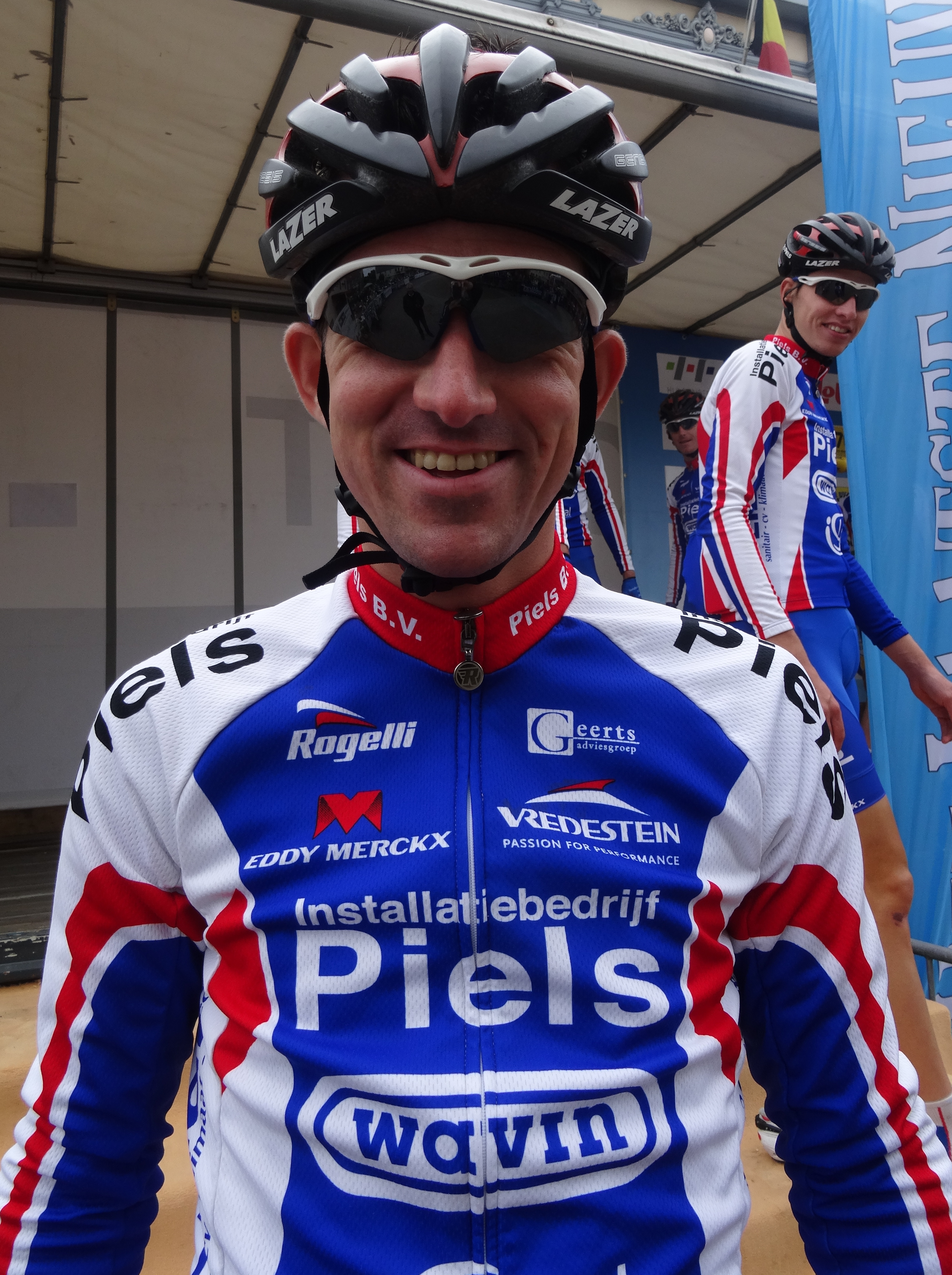
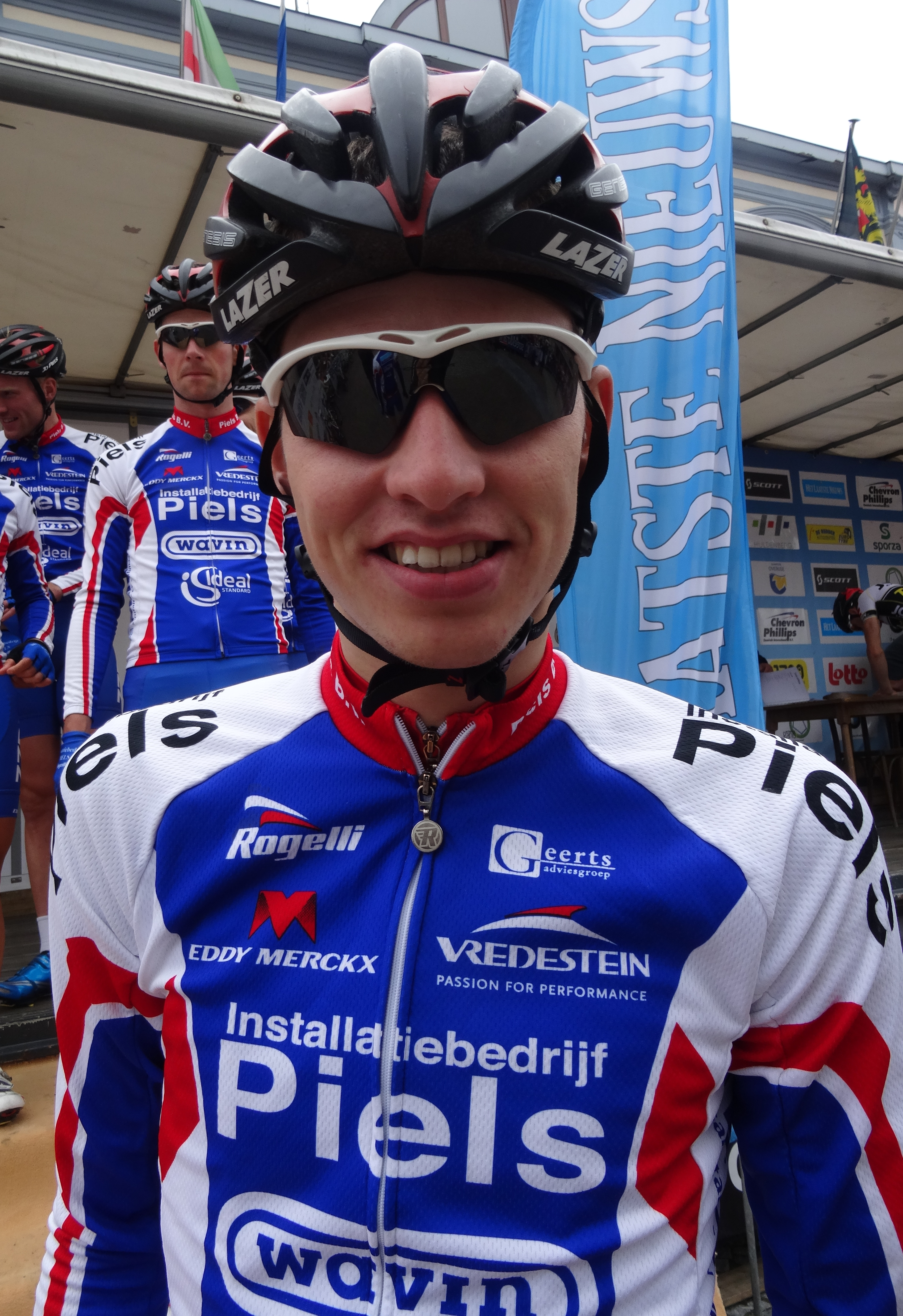
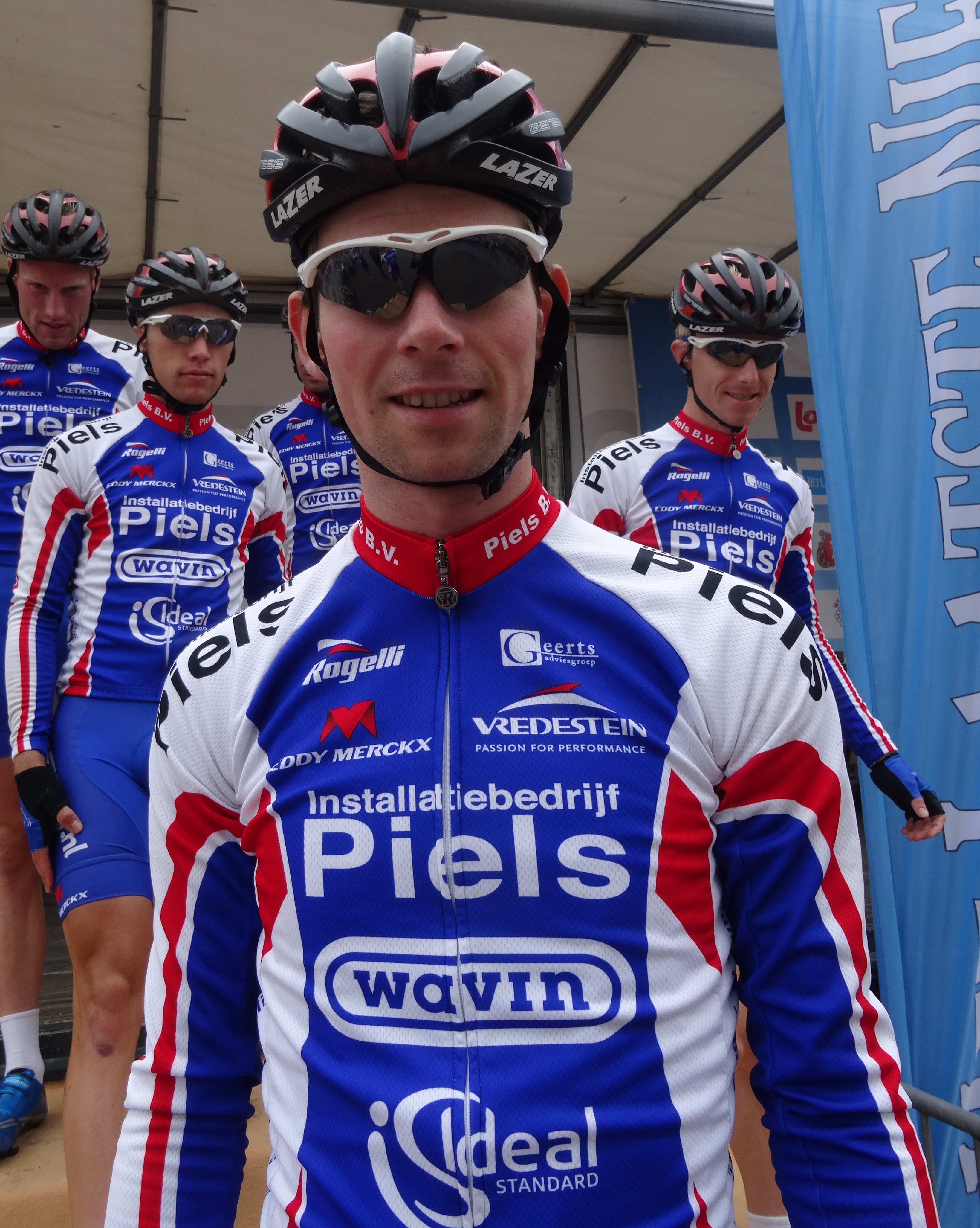
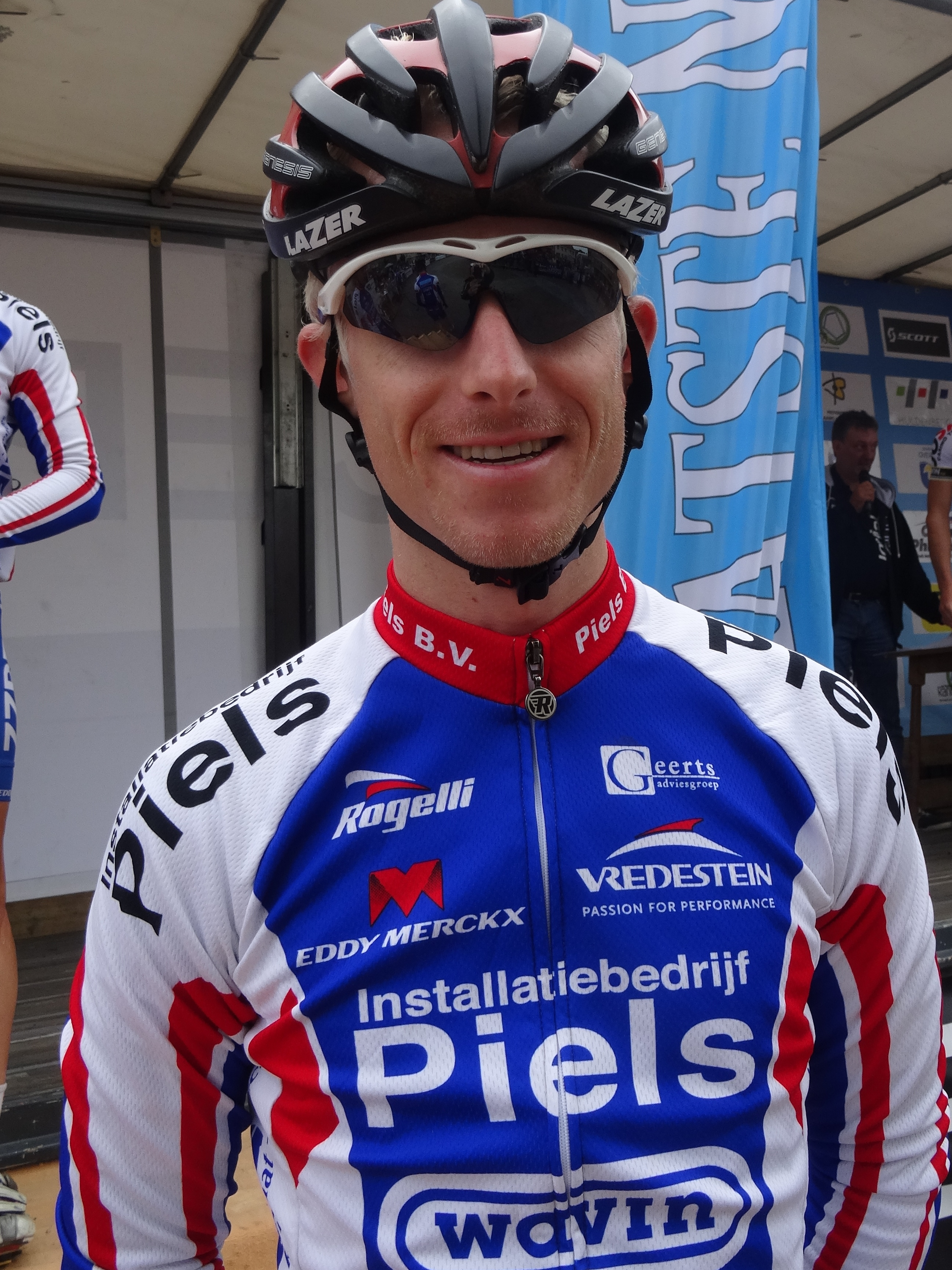
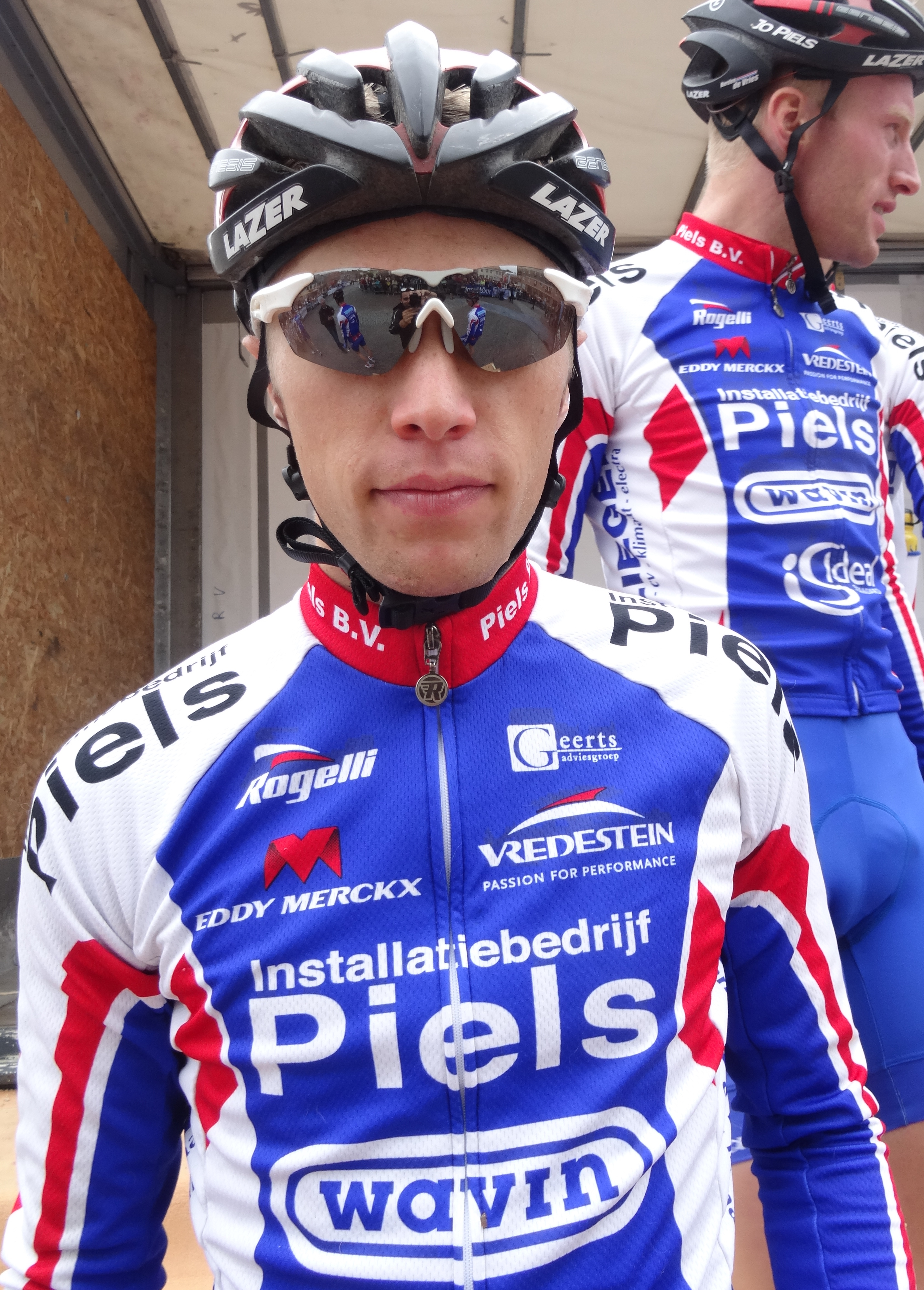
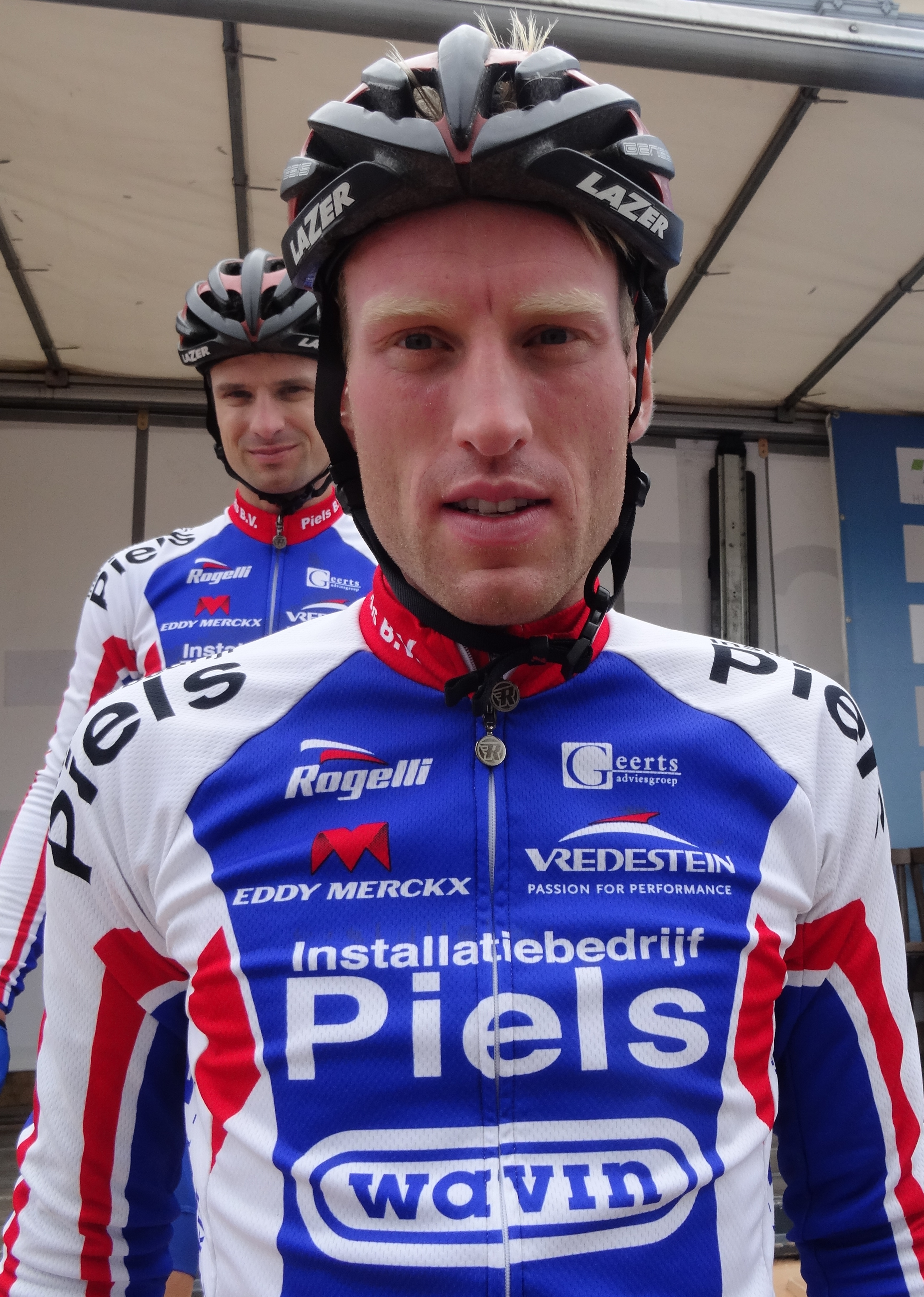
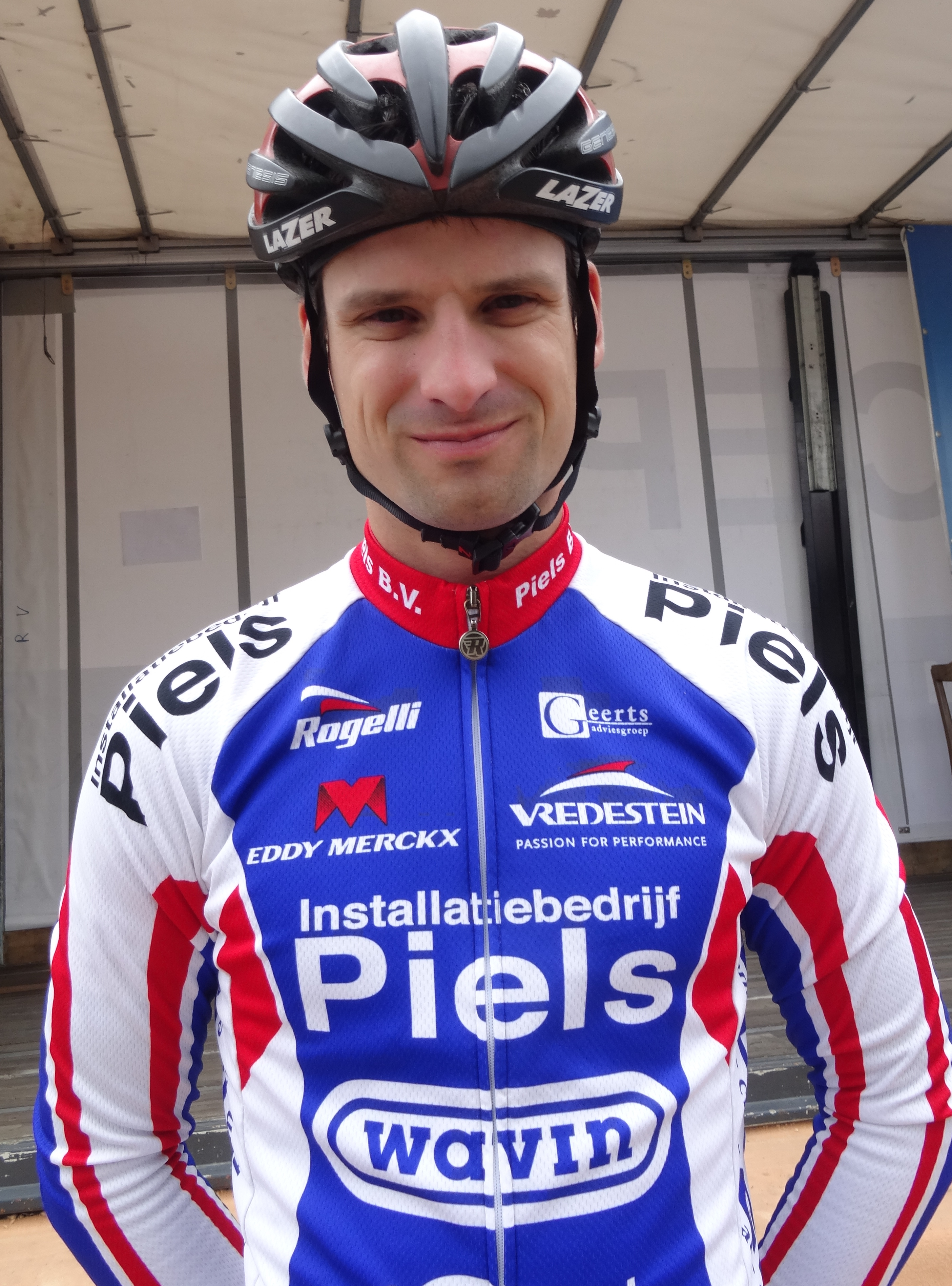

| Cycliste             | Date de naissance | Nationalité | Équipe 2013            |
| -------------------- | ----------------- | ----------- | ---------------------- |
| Tim Ariesen          | 20 mars 1994      | Pays-Bas    | Croford                |
| Koen Bouwman         | 2 décembre 1993   | Pays-Bas    | Jo Piels               |
| Twan Brusselman      | 15 août 1993      | Pays-Bas    | Willebrord Wil Vooruit |
| Berden de Vries      | 10 mars 1989      | Pays-Bas    | Jo Piels               |
| Jasper Hamelink      | 12 janvier 1990   | Pays-Bas    | Jo Piels               |
| Jochem Hoekstra      | 21 octobre 1992   | Pays-Bas    | Jo Piels               |
| Maurits Lammertink   | 31 août 1990      | Pays-Bas    | Vacansoleil-DCM        |
| Steven Lammertink    | 4 décembre 1993   | Pays-Bas    | Jo Piels               |
| Stefan Poutsma       | 10 septembre 1991 | Pays-Bas    | Jo Piels               |
| Elmar Reinders       | 14 mars 1992      | Pays-Bas    | Metec-TKH Continental  |
| Sjors Roosen         | 18 septembre 1991 | Pays-Bas    | Jo Piels               |
| Rens te Stroet       | 23 septembre 1989 | Pays-Bas    | Jo Piels               |
| Twan van den Brand   | 15 août 1993      | Pays-Bas    |                        |
| Geert van der Weijst | 6 avril 1990      | Pays-Bas    | Jo Piels               |
| Patrick van Leeuwen  | 16 avril 1985     | Pays-Bas    | Orange Babies          |
| Joey van Rhee        | 14 novembre 1992  | Pays-Bas    | Metec-TKH Continental  |
| Tom Vermeer          | 28 décembre 1985  | Pays-Bas    | Jo Piels               |
| Stan Wijkel          | 22 mai 1995       | Pays-Bas    | WSV Emmen              |

- Portraits

## Bilan de la saison

### Victoires
L'équipe remporte douze victoires sur des courses UCI ainsi qu'un championnat national.
| Date       | Course                                               | Pays      | Classe | Vainqueur            |
| ---------- | ---------------------------------------------------- | --------- | ------ | -------------------- |
| 16/04/2014 | 1re étape du Tour du Loir-et-Cher                    | France    | 2.2    | Geert van der Weijst |
| 30/04/2014 | 2e étape de la Carpathian Couriers Race              | Slovaquie | 2.2U   | Jochem Hoekstra      |
| 11/05/2014 | Circuit de Wallonie                                  | Belgique  | 1.2    | Maurits Lammertink   |
| 13/05/2014 | 1re étape de l'Olympia's Tour                        | Pays-Bas  | 2.2    | Berden de Vries      |
| 13/05/2014 | 2e étape de l'Olympia's Tour                         | Pays-Bas  | 2.2    | Jo Piels             |
| 17/05/2014 | Classement général de l'Olympia's Tour               | Pays-Bas  | 2.2    | Berden de Vries      |
| 29/05/2014 | 1re étape du Tour de Berlin                          | Allemagne | 2.2U   | Elmar Reinders       |
| 29/05/2014 | 2e étape du Tour de Gironde                          | France    | 2.2    | Rens te Stroet       |
| 30/05/2014 | 2e étape du Tour de Berlin                           | Allemagne | 2.2U   | Jochem Hoekstra      |
| 01/06/2014 | Classement général du Tour de Berlin                 | Allemagne | 2.2U   | Jochem Hoekstra      |
| 25/06/2014 | Championnat des Pays-Bas du contre-la-montre espoirs | Pays-Bas  | CN     | Steven Lammertink    |
| 20/07/2014 | 4e étape du Czech Cycling Tour                       | Tchéquie  | 2.2    | Maurits Lammertink   |
| 01/08/2014 | 5e étape du Dookoła Mazowsza                         | Pologne   | 2.2    | Maurits Lammertink   |

### Classement UCI

#### UCI Europe Tour
L'équipe Jo Piels termine à la 20e place de l'Europe Tour avec 586,43 points. Ce total est obtenu par l'addition des points des huit meilleurs coureurs de l'équipe au classement individuel,.
| Rang  | Coureur              | Points |
| ----- | -------------------- | ------ |
| 88    | Maurits Lammertink   | 126,25 |
| 95    | Jochem Hoekstra      | 120,25 |
| 113   | Berden de Vries      | 106,27 |
| 145   | Geert van der Weijst | 88,27  |
| 232   | Elmar Reinders       | 58,6   |
| 305   | Sjors Roosen         | 44,52  |
| 495   | Joey van Rhee        | 21,6   |
| 504   | Steven Lammertink    | 20,67  |
| 507   | Koen Bouwman         | 20     |
| 612   | Stefan Poutsma       | 14,85  |
| 708   | Twan Brusselman      | 11,25  |
| 719   | Rens te Stroet       | 10,85  |
| 906   | Tom Vermeer          | 6      |
| 941   | Tim Ariesen          | 5      |
| 1 093 | Patrick van Leeuwen  | 1,67   |
| 1 097 | Jasper Hamelink      | 1,6    |